# Anna Lazaridis
Anna Lazaridis (* 1988) ist eine ehemalige deutsche Nationalspielerin in der Boulespiel-Sportart Pétanque im Deutscher Boccia-, Boule- und Pétanque-Verband (DPV). Sie war Teilnehmerin bei Europa- und Weltmeisterschaften. Lazaridis ist mit zwei dritten Plätzen bei einer Europameisterschaft beste Akteurin der DPV-Geschichte.

## Karriere
Lazaridis spielt nach eigenen Angaben seit 2004 Boule und wurde ab 2007 mehrmals in den Nationalkader berufen.  Im September 2024 erklärte sie zusammen mit zwei anderen Nationalspielerinnen ihren Rücktritt aus der Nationalmannschaft. Zunächst spielte sie für die Pétanque-Freunde Marl-Lüdinghausen, den BV Ibbenbüren, den 1. BC Pétanque Bad Godesberg und für Düsseldorf sur place. Seit 2025 tritt sie für den BC Achern und in der Pétanque-Bundesliga an.
Lazaridis gewann als 18-jährige im Tir de Precision (Präzisionsschießen) bei den Europameisterschaften der Frauen 2007 Bronze. Im Frauen Triplette errang sie 2018 und im Frauen Doublette und Doublette mixte 2024 jeweils die Bronzemedaille bei den Pétanque-Europameisterschaften und war 2008 und 2009 mit Silber und Gold im Juniorinnenbereich der Espoirs (U23) bei den Europameisterschaften äußerst erfolgreich.
Sie ist Rechtshänderin, Allrounderin und spielt Kugeln im Gewicht 680 Gramm bei 71 mm Durchmesser.

## Erfolge

### International

#### Espoirs (U23)
- 2008: 2. Platz Europameisterschaft Frauen Triplette (Espoirs) zusammen mit Julia Würthle, Muriel Hess und Judith Berganski[5]
- 2009: 1. Platz Europameisterschaft Frauen Triplette (Espoirs) zusammen mit Julia Würthle, Muriel Hess und Judith Berganski[6]

#### Erwachsene
- 2007: 3. Platz Europameisterschaften Tir de precision[7]
- 2008: Teilnahme an der Weltmeisterschaft[8]
- 2009: Teilnahme an der Weltmeisterschaft
- 2010: Teilnahme an der Weltmeisterschaft
- 2018: 3. Platz Europameisterschaft Frauen Triplette zusammen mit Luzia Beil, Eileen Jenal und Verena Gabe[9]
- 2019: Teilnahme an der Weltmeisterschaft
- 2023: Teilnahme an der Weltmeisterschaft
- 2024: 3. Platz Europameisterschaft	Frauen Doublette zusammen mit Carolin Birkmeyer
- 2024: 3. Platz Europameisterschaft	Doublette mixte zusammen mit Matthias Laukart
- 2024: Teilnahme an der Europameisterschaft (Triplette)[10]

### National
- 2008: 3. Platz Deutsche Meisterschaft Triplette Frauen zusammen mit Angelika Thelen und Martina Herrmann[11]
- 2022: 2. Platz Deutsche Meisterschaft Mixte zusammen mit Marco Lonken[12]
- 2023: Deutscher Vize-Vereinsmeister mit Düsseldorf sur place
- 2023: 2. Platz Deutsche Meisterschaften Tir de Precision Frauen
- 2024: 2. Platz Deutsche Meisterschaften Tir de Precision Frauen
- 2024: 3. Platz bei den Deutschen Vereinsmeisterschaften mit Düsseldorf sur place
- 2025: 2. Platz Deutsche Meisterschaft Doublette mixte zusammen mit André Skiba

## Privates
Lazaridis ist gelernte Großhandelskauffrau, hat an der Fachhochschule Düsseldorf Wirtschaftswissenschaften studiert und arbeitet als Online Marketing Managerin. Sie hat ein Kind und wohnt in Belgien.